# Haitel
Haïti Télécommunication International, S.A. ou Haitel est une compagnie haïtienne fonctionnant en tant qu'opérateur de téléphonie mobile et fournisseur d'accès à internet par système CDMA.

## Historique
Haitel fut fondée par Franck N. Ciné, un ancien cadre du groupe américain MCI/Worldcom. La compagnie commence à fonctionner en mars 1999 et, du même coup, devient le premier opérateur de téléphonie mobile à offrir ses services en Haïti jusqu'à l'arrivée de Comcel/Voilà en septembre de la même année, utilisant la technologie TDMA.
En 2006, Haitel modernise son réseau au système CDMA 2000.